# Commanderie de Cressing Temple
La commanderie de Temple Cressing est une commanderie hospitalière anciennement templière dont l'une des deux granges subsistantes est considérée comme la plus vieille grange en bois au monde,

## Description géographique
La commanderie se trouve sur la route B1018 entre Witham et Braintree, dans le comté d'Essex.

## Historique
Cette commanderie fut le premier don que reçut l'ordre du Temple sur le territoire anglais. Ce don provint de Mathilde de Boulogne, la femme d'Étienne d'Angleterre. 
Le site passa dans les mains de l'ordre de Saint-Jean de Jérusalem en 1310, lors de la chute de l'ordre du Temple. Les Hospitaliers construisirent de nouveaux bâtiments en pierre et agrandirent le domaine.

## Organisation
Des fouilles archéologiques ont pu mettre au jour 38 sépultures près de la chapelle.
Il a été également découvert un bâtiment rectangulaire au sud de celle-ci, pourvu de fondations faites de pierres concassées. Il semble qu'il s'agissait d'un hall en pierre.

La fontaine en pierre, en service jusqu'à la fin du 
, date aussi de cette période.
La première des deux granges ne fut bâtie qu'environ 70 ans après que les Templiers prirent possession des lieux. En effet, on a pu situer la construction de la grange d'orge entre 1205 et 1235 au moyen de la dendrochronologie. L'explication vient du fait que cette période fut l'âge d'or de l'Ordre, pendant lequel les besoins se firent croissants et que, par conséquent, l'activité augmenta.
La seconde grange, destinée à contenir du blé, fut érigée 30 ou 40 ans plus tard sur un sol pourvu d'une couche d'argile d'au moins un mètre. Le bois utilisé pour sa construction fut abattu entre 1259 et 1280.
Ces deux granges font partie des plus beaux vestiges de ce type dans toute l'Europe. De plus, la grange d'orge est reconnue comme étant la grange en bois la plus vieille au monde.
Le site est ouvert au public et abrite également plusieurs conférences à l'année.